# Tony Estanguet

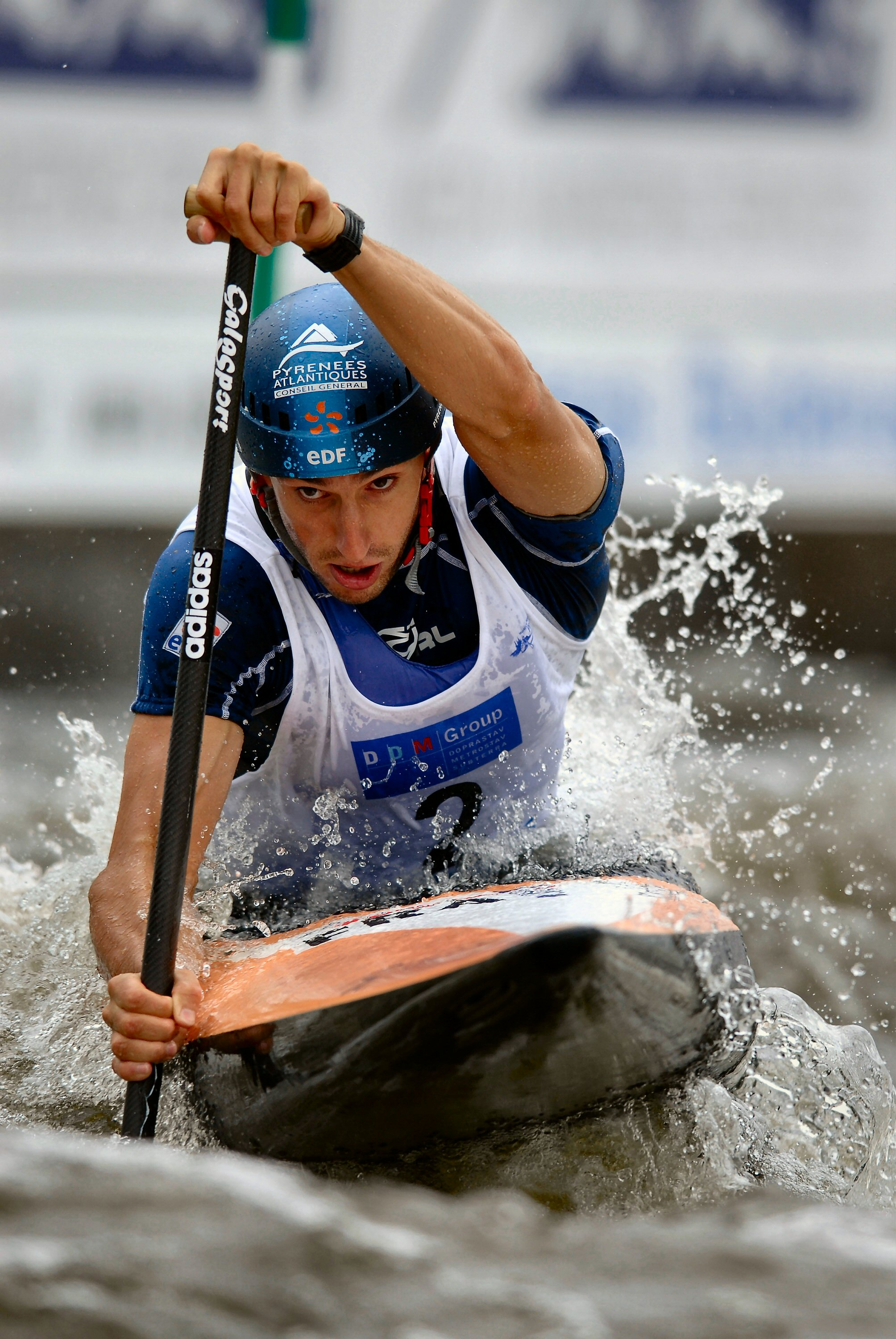
Tony Estanguet wird 2006 Kanuslalom-Weltmeister in Prag

Tony Estanguet (* 6. Mai 1978 in Pau, Département Pyrénées-Atlantiques, Frankreich) ist ein ehemaliger französischer Kanute und jetziger Sportfunktionär. Er wurde Olympiasieger und Weltmeister im Kanuslalom.

## Leben
Tony Estanguet stammt aus einer Familie von Wildwasserkanuten, sein älterer Bruder Patrice gewann im Einer-Canadier bei den Olympischen Spielen 1996 die Bronzemedaille. 1997 gewann Tony Estanguet mit Silber im Mannschaftswettbewerb der Einer-Canadier seine erste Weltmeisterschaftsmedaille, 1999 folgte Bronze im Mannschaftswettbewerb. Den ersten Höhepunkt seiner Karriere erlebte Estanguet bei den Olympischen Spielen 2000, als er den Titelverteidiger Michal Martikán aus der Slowakei knapp besiegte und seinen ersten Olympiasieg errang. 
2003 wurde Martikán Weltmeister vor Estanguet, der auch mit der Mannschaft Silber gewann. 2004 in Athen wurde Martikán zuerst als Sieger verzeichnet, die Jury stellte aber bei einer Betrachtung der Fernsehbilder nachträglich fest, dass er eine Stange berührt hatte. Daraufhin wurde Martikán auf den zweiten Platz zurückgestuft und Estanguet zum zweiten Mal Olympiasieger. Er wurde damit der einzige männliche Sportler, der jemals seinen Olympiasieg im Kanuslalom erfolgreich verteidigen konnte. 
2005 und 2007 gewann Estanguet bei den Weltmeisterschaften jeweils Silber im Einzelwettbewerb und Gold mit der Mannschaft, 2006 in Prag erkämpfte Estanguet seinen ersten Weltmeistertitel im Einzelwettbewerb. Bei den Olympischen Spielen 2008 trug Estanguet bei der Eröffnungsfeier die französische Fahne ins Olympiastadion von Peking. Im Wettkampf scheiterte er allerdings im Halbfinale, da er dort nur den neunten Platz belegte. Im Jahr 2012 gewann er seine dritte Goldmedaille im Kanuslalom bei den Olympischen Spielen.
Estanguet wurde siebenmal französischer Meister und zweimal Europameister. 2005, 2007 und 2008 gewann er den Weltcup. Am 30. November 2012 gab er seinen Rücktritt bekannt.
2012 wurde Estanguet, der an der Wirtschaftshochschule ESSEC 2005 einen Abschluss im Fach Sportvermarktung erlangt hatte, Mitglied des Athletenausschusses im Internationalen Olympischen Komitee. Laut Einschätzung der Zeitung L’Express hatte er als Mitglied des Bewerbungskomitees für die Olympischen Sommerspiele 2024 (ab Februar 2015 war er Co-Präsident) den größten Anteil an der Vergabe des Sportereignisses nach Paris. Er wurde anschließend alleiniger Vorsitzender des Organisationskomitees für die Spiele in Paris.